# Eleições autárquicas portuguesas de 1982 no distrito de Setúbal
| Eleições autárquicas portuguesas de 1982 Distritos: Aveiro \| Beja \| Braga \| Bragança \| Castelo Branco \| Coimbra \| Évora \| Faro \| Guarda \| Leiria \| Lisboa \| Portalegre \| Porto \| Santarém \| Setúbal \| Viana do Castelo \| Vila Real \| Viseu \| Açores \| Madeira |

## Resultados por concelho
Os resultados nos concelhos do distrito de Setúbal foram os seguintes:

### Alcácer do Sal
| Partido                 | Partido                   | Votos  | %               | +/-   | Vereadores | +/-     |
| ----------------------- | ------------------------- | ------ | --------------- | ----- | ---------- | ------- |
|                         | Aliança Povo Unido        | 5 551  | 57,91 / 100,00  | 4,80  | 5 / 7      | Estável |
|                         | Partido Socialista        | 2 883  | 30,08 / 100,00  | 12,90 | 2 / 7      | 1       |
|                         | União Democrática Popular | 142    | 1,48 / 100,00   | 0,20  | 0 / 7      | Estável |
| Votos Inválidos         | Votos Inválidos           | 1 010  | 10,54 / 100,00  | 7,52  |            |         |
| Total                   | Total                     | 9 586  | 100,00 / 100,00 |       | 7 / 7      |         |
| Eleitorado/Participação | Eleitorado/Participação   | 13 080 | 73,29 / 100,00  | 3,16  |            |         |

### Alcochete
| Partido                 | Partido                   | Votos | %               | +/-  | Vereadores | +/-     |
| ----------------------- | ------------------------- | ----- | --------------- | ---- | ---------- | ------- |
|                         | Aliança Povo Unido        | 3 087 | 49,70 / 100,00  | 5,03 | 3 / 5      | 1       |
|                         | Partido Socialista        | 2 172 | 34,97 / 100,00  | 9,68 | 2 / 5      | 1       |
|                         | Aliança Democrática       | 499   | 8,03 / 100,00   | -    | 0 / 5      | -       |
|                         | PCTP/MRPP                 | 151   | 2,43 / 100,00   | 0,64 | 0 / 5      | Estável |
|                         | União Democrática Popular | 132   | 2,13 / 100,00   | 1,21 | 0 / 5      | Estável |
| Votos Inválidos         | Votos Inválidos           | 170   | 2,73 / 100,00   | 0,86 |            |         |
| Total                   | Total                     | 6 211 | 100,00 / 100,00 |      | 5 / 5      |         |
| Eleitorado/Participação | Eleitorado/Participação   | 8 151 | 76,20 / 100,00  | 0,41 |            |         |

### Almada
| Partido                 | Partido                   | Votos   | %               | +/-  | Vereadores | +/-     |
| ----------------------- | ------------------------- | ------- | --------------- | ---- | ---------- | ------- |
|                         | Aliança Povo Unido        | 40 948  | 48,96 / 100,00  | 1,39 | 6 / 11     | Estável |
|                         | Partido Socialista        | 21 765  | 26,02 / 100,00  | 4,60 | 3 / 11     | 1       |
|                         | Aliança Democrática       | 16 774  | 20,06 / 100,00  | 6,24 | 2 / 11     | 1       |
|                         | União Democrática Popular | 1 528   | 1,83 / 100,00   | 1,42 | 0 / 11     | Estável |
|                         | PCTP/MRPP                 | 376     | 0,45 / 100,00   | -    | 0 / 11     | -       |
|                         | OCMLP                     | 105     | 0,13 / 100,00   | Novo | 0 / 11     | Novo    |
| Votos Inválidos         | Votos Inválidos           | 2 138   | 2,56 / 100,00   | 1,11 |            |         |
| Total                   | Total                     | 83 634  | 100,00 / 100,00 |      | 11 / 11    |         |
| Eleitorado/Participação | Eleitorado/Participação   | 113 474 | 73,70 / 100,00  | 0,08 |            |         |

### Barreiro
| Partido                 | Partido                   | Votos  | %               | +/-  | Vereadores | +/-     |
| ----------------------- | ------------------------- | ------ | --------------- | ---- | ---------- | ------- |
|                         | Aliança Povo Unido        | 30 274 | 60,42 / 100,00  | 1,68 | 6 / 9      | Estável |
|                         | Partido Socialista        | 11 121 | 22,19 / 100,00  | 2,88 | 2 / 9      | Estável |
|                         | Partido Social Democrata  | 5 262  | 10,50 / 100,00  | 0,30 | 1 / 9      | Estável |
|                         | Centro Democrático Social | 1 133  | 2,26 / 100,00   | 0,63 | 0 / 9      | Estável |
|                         | União Democrática Popular | 945    | 1,89 / 100,00   | 1,76 | 0 / 9      | Estável |
|                         | PCTP/MRPP                 | 280    | 0,56 / 100,00   | 0,05 | 0 / 9      | Estável |
| Votos Inválidos         | Votos Inválidos           | 1 091  | 2,18 / 100,00   | 0,85 |            |         |
| Total                   | Total                     | 50 106 | 100,00 / 100,00 |      | 9 / 9      |         |
| Eleitorado/Participação | Eleitorado/Participação   | 64 320 | 77,90 / 100,00  | 1,21 |            |         |

### Grândola
| Partido                 | Partido                   | Votos  | %               | +/-  | Vereadores | +/-     |
| ----------------------- | ------------------------- | ------ | --------------- | ---- | ---------- | ------- |
|                         | Aliança Povo Unido        | 6 427  | 63,01 / 100,00  | 2,02 | 5 / 7      | Estável |
|                         | Partido Socialista        | 1 594  | 15,63 / 100,00  | 4,55 | 1 / 7      | Estável |
|                         | Partido Social Democrata  | 1 328  | 13,02 / 100,00  | -    | 1 / 7      | -       |
|                         | Centro Democrático Social | 462    | 4,53 / 100,00   | -    | 0 / 7      | -       |
|                         | União Democrática Popular | 103    | 1,01 / 100,00   | 0,53 | 0 / 7      | Estável |
| Votos Inválidos         | Votos Inválidos           | 286    | 2,81 / 100,00   | 1,33 |            |         |
| Total                   | Total                     | 10 200 | 100,00 / 100,00 |      | 7 / 7      |         |
| Eleitorado/Participação | Eleitorado/Participação   | 13 252 | 76,97 / 100,00  | 2,92 |            |         |

### Moita
| Partido                 | Partido                   | Votos  | %               | +/-  | Vereadores | +/-     |
| ----------------------- | ------------------------- | ------ | --------------- | ---- | ---------- | ------- |
|                         | Aliança Povo Unido        | 18 835 | 65,41 / 100,00  | 1,65 | 6 / 7      | Estável |
|                         | Partido Socialista        | 4 853  | 16,85 / 100,00  | 3,04 | 1 / 7      | Estável |
|                         | Aliança Democrática       | 3 085  | 10,71 / 100,00  | -    | 0 / 7      | -       |
|                         | União Democrática Popular | 1 074  | 3,73 / 100,00   | 2,86 | 0 / 7      | Estável |
|                         | PCTP/MRPP                 | 246    | 0,85 / 100,00   | 0,03 | 0 / 7      | Estável |
| Votos Inválidos         | Votos Inválidos           | 703    | 2,44 / 100,00   | 1,05 |            |         |
| Total                   | Total                     | 28 796 | 100,00 / 100,00 |      | 7 / 7      |         |
| Eleitorado/Participação | Eleitorado/Participação   | 37 986 | 75,81 / 100,00  | 0,55 |            |         |

### Montijo
| Partido                 | Partido                   | Votos  | %               | +/-  | Vereadores | +/-     |
| ----------------------- | ------------------------- | ------ | --------------- | ---- | ---------- | ------- |
|                         | Aliança Povo Unido        | 9 035  | 44,63 / 100,00  | 1,15 | 4 / 7      | Estável |
|                         | Partido Socialista        | 6 614  | 32,67 / 100,00  | 1,32 | 2 / 7      | Estável |
|                         | Partido Social Democrata  | 3 193  | 15,77 / 100,00  | 5,58 | 1 / 7      | Estável |
|                         | Centro Democrático Social | 589    | 2,91 / 100,00   | -    | 0 / 7      | -       |
|                         | União Democrática Popular | 191    | 0,94 / 100,00   | 0,68 | 0 / 7      | Estável |
|                         | PCTP/MRPP                 | 121    | 0,60 / 100,00   | 0,27 | 0 / 7      | Estável |
| Votos Inválidos         | Votos Inválidos           | 502    | 2,48 / 100,00   | 1,14 |            |         |
| Total                   | Total                     | 20 245 | 100,00 / 100,00 |      | 7 / 7      |         |
| Eleitorado/Participação | Eleitorado/Participação   | 28 461 | 71,13 / 100,00  | 3,08 |            |         |

### Palmela
| Partido                 | Partido                   | Votos  | %               | +/-  | Vereadores | +/-     |
| ----------------------- | ------------------------- | ------ | --------------- | ---- | ---------- | ------- |
|                         | Aliança Povo Unido        | 11 023 | 57,16 / 100,00  | 2,78 | 5 / 7      | Estável |
|                         | Partido Socialista        | 3 860  | 20,02 / 100,00  | 3,07 | 1 / 7      | Estável |
|                         | Partido Social Democrata  | 2 785  | 14,44 / 100,00  | 3,39 | 1 / 7      | Estável |
|                         | Centro Democrático Social | 722    | 3,74 / 100,00   | -    | 0 / 7      | -       |
|                         | União Democrática Popular | 243    | 1,26 / 100,00   | 0,20 | 0 / 7      | Estável |
| Votos Inválidos         | Votos Inválidos           | 651    | 3,38 / 100,00   | 0,74 |            |         |
| Total                   | Total                     | 19 284 | 100,00 / 100,00 |      | 7 / 7      |         |
| Eleitorado/Participação | Eleitorado/Participação   | 28 826 | 66,90 / 100,00  | 3,06 |            |         |

### Santiago do Cacém
| Partido                 | Partido                   | Votos  | %               | +/-  | Vereadores | +/-     |
| ----------------------- | ------------------------- | ------ | --------------- | ---- | ---------- | ------- |
|                         | Aliança Povo Unido        | 9 326  | 54,73 / 100,00  | 0,03 | 5 / 7      | 1       |
|                         | Partido Socialista        | 3 301  | 19,37 / 100,00  | 1,24 | 1 / 7      | Estável |
|                         | Partido Social Democrata  | 2 078  | 12,19 / 100,00  | -    | 1 / 7      | -       |
|                         | Centro Democrático Social | 1 568  | 9,20 / 100,00   | -    | 0 / 7      | -       |
|                         | União Democrática Popular | 239    | 1,40 / 100,00   | -    | 0 / 7      | -       |
| Votos Inválidos         | Votos Inválidos           | 529    | 3,11 / 100,00   | 0,30 |            |         |
| Total                   | Total                     | 17 041 | 100,00 / 100,00 |      | 7 / 7      |         |
| Eleitorado/Participação | Eleitorado/Participação   | 23 043 | 73,95 / 100,00  | 2,28 |            |         |

### Seixal
| Partido                 | Partido                   | Votos  | %               | +/-   | Vereadores | +/-     |
| ----------------------- | ------------------------- | ------ | --------------- | ----- | ---------- | ------- |
|                         | Aliança Povo Unido        | 25 662 | 58,69 / 100,00  | 0,90  | 6 / 9      | Estável |
|                         | Partido Socialista        | 8 646  | 19,77 / 100,00  | 2,46  | 2 / 9      | 1       |
|                         | Partido Social Democrata  | 4 296  | 9,82 / 100,00   | 10,96 | 1 / 9      | 1       |
|                         | Centro Democrático Social | 3 386  | 7,74 / 100,00   | -     | 0 / 9      | -       |
|                         | União Democrática Popular | 453    | 1,04 / 100,00   | 1,33  | 0 / 9      | Estável |
|                         | PCTP/MRPP                 | 238    | 0,54 / 100,00   | 0,14  | 0 / 9      | Estável |
|                         | OCMLP                     | 135    | 0,31 / 100,00   | Novo  | 0 / 9      | Novo    |
| Votos Inválidos         | Votos Inválidos           | 911    | 2,08 / 100,00   | 1,02  |            |         |
| Total                   | Total                     | 43 727 | 100,00 / 100,00 |       | 9 / 9      |         |
| Eleitorado/Participação | Eleitorado/Participação   | 59 181 | 73,89 / 100,00  | 1,39  |            |         |

### Sesimbra
| Partido                 | Partido                 | Votos  | %               | +/-  | Vereadores | +/-     |
| ----------------------- | ----------------------- | ------ | --------------- | ---- | ---------- | ------- |
|                         | Aliança Povo Unido      | 7 359  | 56,70 / 100,00  | 5,60 | 5 / 7      | Estável |
|                         | Partido Socialista      | 2 654  | 20,45 / 100,00  | 6,00 | 1 / 7      | Estável |
|                         | Aliança Democrática     | 2 376  | 18,31 / 100,00  | 1,12 | 1 / 7      | Estável |
| Votos Inválidos         | Votos Inválidos         | 590    | 4,54 / 100,00   | 1,34 |            |         |
| Total                   | Total                   | 12 979 | 100,00 / 100,00 |      | 7 / 7      |         |
| Eleitorado/Participação | Eleitorado/Participação | 17 250 | 75,24 / 100,00  | 2,58 |            |         |

### Setúbal
| Partido                 | Partido                   | Votos  | %               | +/-   | Vereadores | +/-     |
| ----------------------- | ------------------------- | ------ | --------------- | ----- | ---------- | ------- |
|                         | Aliança Povo Unido        | 23 755 | 43,21 / 100,00  | 1,71  | 5 / 9      | 1       |
|                         | Partido Socialista        | 17 048 | 31,01 / 100,00  | 10,23 | 3 / 9      | 1       |
|                         | Partido Social Democrata  | 7 877  | 14,33 / 100,00  | -     | 1 / 9      | -       |
|                         | Centro Democrático Social | 3 597  | 6,54 / 100,00   | -     | 0 / 9      | -       |
|                         | União Democrática Popular | 880    | 1,60 / 100,00   | 2,01  | 0 / 9      | Estável |
|                         | PCTP/MRPP                 | 337    | 0,61 / 100,00   | 0,10  | 0 / 9      | Estável |
| Votos Inválidos         | Votos Inválidos           | 1 476  | 2,68 / 100,00   | 0,83  |            |         |
| Total                   | Total                     | 54 970 | 100,00 / 100,00 |       | 9 / 9      |         |
| Eleitorado/Participação | Eleitorado/Participação   | 73 661 | 74,63 / 100,00  | 1,43  |            |         |

### Sines
| Partido                 | Partido                   | Votos | %               | +/-  | Vereadores | +/-     |
| ----------------------- | ------------------------- | ----- | --------------- | ---- | ---------- | ------- |
|                         | Aliança Povo Unido        | 3 913 | 61,59 / 100,00  | 0,44 | 3 / 5      | 1       |
|                         | Partido Socialista        | 1 130 | 17,79 / 100,00  | 5,25 | 1 / 5      | 1       |
|                         | Aliança Democrática       | 1 072 | 16,87 / 100,00  | 4,91 | 1 / 5      | Estável |
|                         | União Democrática Popular | 59    | 0,93 / 100,00   | 0,96 | 0 / 5      | Estável |
| Votos Inválidos         | Votos Inválidos           | 179   | 2,82 / 100,00   | 1,50 |            |         |
| Total                   | Total                     | 6 353 | 100,00 / 100,00 |      | 5 / 5      |         |
| Eleitorado/Participação | Eleitorado/Participação   | 8 926 | 71,17 / 100,00  | 3,17 |            |         |